# Erin (Tennessee)
Erin és una població dels Estats Units a l'estat de Tennessee. Segons el cens del 2000 tenia 1.490 habitants.

## Demografia
Segons el cens del 2000, Erin tenia 1.490 habitants, 588 habitatges, i 355 famílies. La densitat de població era de 140,3 habitants/km².
Dels 588 habitatges en un 28,4% hi vivien nens de menys de 18 anys, en un 40,1% hi vivien parelles casades, en un 16,3% dones solteres, i en un 39,5% no eren unitats familiars. En el 37,2% dels habitatges hi vivien persones soles el 21,9% de les quals corresponia a persones de 65 anys o més que vivien soles. El nombre mitjà de persones vivint en cada habitatge era de 2,23 i el nombre mitjà de persones que vivien en cada família era de 2,92.
Per edats la població es repartia de la següent manera: un 22,3% tenia menys de 18 anys, un 7,6% entre 18 i 24, un 22,4% entre 25 i 44, un 22,3% de 45 a 60 i un 25,4% 65 anys o més.
L'edat mediana era de 43 anys. Per cada 100 dones de 18 o més anys hi havia 74,5 homes.
La renda mediana per habitatge era de 23.107$ i la renda mediana per família de 30.833$. Els homes tenien una renda mediana de 26.484$ mentre que les dones 18.333$. La renda per capita de la població era de 15.281$. Entorn del 19,2% de les famílies i el 23,7% de la població estaven per davall del llindar de pobresa.

## Poblacions més properes
El següent diagrama mostra les poblacions més properes.